# Hallett Cove Conservation Park
Hallett Cove Conservation Park är en park i Australien. Den ligger i delstaten South Australia, omkring 19 kilometer sydväst om delstatshuvudstaden Adelaide.
Runt Hallett Cove Conservation Park är det tätbefolkat, med 550 invånare per kvadratkilometer.. Närmaste större samhälle är Adelaide, omkring 19 kilometer nordost om Hallett Cove Conservation Park.
Runt Hallett Cove Conservation Park är det i huvudsak tätbebyggt. Genomsnittlig årsnederbörd är 729 millimeter. Den regnigaste månaden är juni, med i genomsnitt 133 mm nederbörd, och den torraste är december, med 21 mm nederbörd.